# Mô hình Tam thế giới
Các thuật ngữ Thế giới thứ nhất, Thế giới thứ hai và Thế giới thứ ba ban đầu được sử dụng để chia các quốc gia trên thế giới thành ba loại. Việc lật đổ hoàn toàn nguyên trạng sau Thế chiến II, được gọi là Chiến tranh Lạnh, để lại hai siêu cường (ban đầu là ba siêu cường Anh) (Hoa Kỳ và Liên Xô) tranh giành quyền tối cao toàn cầu. Họ đã tạo ra hai nhóm, được gọi là khối. Các khối này đã hình thành nền tảng của các khái niệm về Thế giới thứ nhất và thứ hai.

## Lịch sử
Mô hình ba thế giới, được sử dụng trong Chiến tranh Lạnh, đã thay đổi với sự sụp đổ của phe xã hội chủ nghĩa và sự tan rã của thế giới thứ hai. Nó đã dần dần phát triển thành một mô hình mà thế giới thứ nhất (các nước phát triển) và thế giới thứ ba (các nước đang phát triển) phản đối. Đôi khi thế giới thứ hai cũng được dùng để chỉ các quốc gia có thu nhập trung bình giữa người giàu và người nghèo.